# Paolino Bertaccini
Paolino Bertaccini (Charleroi, 19 november 1997) is een Belgische voetballer van Italiaanse origine, die voornamelijk als aanvaller speelt.

## Carrière

### Jeugd
Paolino Bertaccini speelde bij de jeugd van Sporting Charleroi, Standard Luik en Club Brugge. In mei 2014 maakte de flankaanvaller samen met zijn jongere broer Adriano de overstap naar KRC Genk.

### KRC Genk
Op 18 januari 2015 maakte Bertaccini tegen KSC Lokeren zijn officieel competitiedebuut voor Genk. Hij mocht toen van coach Alex McLeish na 82 minuten invallen voor Siebe Schrijvers. Ook in de daaropvolgende wedstrijd tegen Royal Mouscron-Péruwelz mocht hij invallen.

### Cercle Brugge
Op 22 augustus 2016 maakte Cercle Brugge bekend dat Bertaccini in het seizoen 2016/17 op huurbasis voor hen zou uitkomen. Onder trainers Vincent Euvrard en José Riga speelde hij dat seizoen 22 wedstrijden in Eerste klasse B, waarin hij één keer scoorde.

### FC Arouca
Nadat er in het seizoen 2017/18 geen plaats voor hem was in de Genkse A-kern, verhuisde Bertaccini in juli 2017 op definitieve basis naar FC Arouca, dat net naar de Segunda Liga was gedegradeerd. In twee seizoenen speelde hij 20 officiële wedstrijden voor de club. Na het seizoen 2018/19 werd zijn aflopende contract bij Arouca, dat op het einde van het seizoen degradeerde naar de Campeonato de Portugal, niet verlengd.

### SK Deinze
In augustus 2019 sloot Bertaccini zich aan bij SK Deinze, dat ook zijn broer Adriano op huurbasis haalde. Een groot succes werd die broederhereniging niet voor Paolino, want terwijl zijn jongere broer zich een plaats in het eerste elftal wist te verwerven kwam Paolino niet aan spelen toe.
Bertaccini vertrok naar Oostenrijk en speelde er in de tweede divisie voor FC Wacker en Floridsdorfer AC.

## Statistieken
| Seizoen         | Club            | Land                | Competitie             | Competitie | Competitie | Beker | Beker | Supercup | Supercup | Europees | Europees | Totaal | Totaal |
| Seizoen         | Club            | Land                | Competitie             | Wed.       | Dlp.       | Wed.  | Dlp.  | Wed.     | Dlp.     | Wed.     | Dlp.     | Wed.   | Dlp.   |
| --------------- | --------------- | ------------------- | ---------------------- | ---------- | ---------- | ----- | ----- | -------- | -------- | -------- | -------- | ------ | ------ |
| 2014/15         | KRC Genk        | Vlag van België     | Jupiler Pro League     | 2          | 0          | 0     | 0     | —        | —        | —        | —        | 2      | 0      |
| 2015/16         | KRC Genk        | Vlag van België     | Jupiler Pro League     | 0          | 0          | 0     | 0     | —        | —        | —        | —        | 0      | 0      |
| 2016/17         | → Cercle Brugge | Vlag van België     | Eerste klasse B        | 22         | 1          | 0     | 0     | —        | —        | —        | —        | 22     | 1      |
| 2017/18         | FC Arouca       | Vlag van Portugal   | Ledman Liga Pro        | 10         | 0          | 2     | 0     | —        | —        | —        | —        | 12     | 0      |
| 2018/19         | FC Arouca       | Vlag van Portugal   | Ledman Liga Pro        | 6          | 0          | 2     | 0     | —        | —        | —        | —        | 8      | 0      |
| 2019/20         | SK Deinze       | Vlag van België     | Eerste klasse amateurs | 0          | 0          | 0     | 0     | —        | —        | —        | —        | 0      | 0      |
| 2019/20         | → FC Wacker II  | Vlag van Oostenrijk | Regionalliga Tirol     | 0          | 0          | 0     | 0     | —        | —        | —        | —        | 0      | 0      |
| Carrière totaal | Carrière totaal | Carrière totaal     | Carrière totaal        | 40         | 1          | 4     | 0     | 0        | 0        | 0        | 0        | 44     | 1      |

Bijgewerkt op 12 februari 2020.

## Internationaal
Bertaccini doorliep tot nu toe alle jeugdploegen van het Belgisch voetbalelftal tot en met de U19. Hij maakte op 18 november 2014 zijn debuut bij de U19, waar hij uiteindelijk vier interlands speelde in het team van trainer Gert Verheyen.

## Trivia
Zijn jongere broer, Adriano Bertaccini maakt sinds 2025 deel uit van de A-kern van RSC Anderlecht.